# Adam et Ève chassés du Paradis (Hans Baldung)
Adam et Ève chassés du Paradis est une gravure sur bois datée vers 1514, de l'artiste de la Renaissance allemande Hans Baldung.

## Contexte
La publication en 1511 des célèbres séries d'Albrecht Dürer entraine une émulation chez les graveurs de son entourage, dans un contexte concurrentiel de commercialisation de suites pieuses, consacrées au Salut. Hans Baldung livre ainsi une nouvelle version, très inspirée de celle-ci, de la populaire Petite Passion de Dürer.

## Analyse
La scène d'Adam et Ève chassé du Paradis est un exemple révélateur de la fidélité de Baldung envers son maître, mais aussi de ses tentatives d'émancipation. C'est ainsi plus Adam qui se retourne une dernière fois vers le Paradis, le visage affligé, pour montrer qu'il est lui-même coupable, mais Ève, comme chez Albrecht Altdorfer (vers 1513).
Chez Baldung, Ève la pécheresse est placée au cœur du discours, en tant qu'antithèse de la Vierge rédemptrice, alors que Dürer met en valeur Adam en préfigure du Christ.
L'obsession que Baldung nourrira pour la sensualité et l'érotisme du corps féminin, parfois cachés derrière des images moralisantes,  affleure dans cette œuvre.
Adam regarde cette fois le cartellino suspendu à l'arbre où figure le monogramme de l'artiste qui se trouve ainsi mis en valeur, un procédé utilisé par Dürer dans son Adam et Ève.
Le format, le cadrage serré ou les nuances intermédiaires de gris permises par la « gravure en demi-teinte » que Baldung emploie ici restent proches de la technique de son maître, Albrecht Dürer.